# Ejulve (kommunhuvudort)
Ejulve är en kommunhuvudort i Spanien.   Den ligger i provinsen Provincia de Teruel och regionen Aragonien, i den östra delen av landet, 270 km öster om huvudstaden Madrid. Ejulve ligger 1 121 meter över havet och antalet invånare är 229.
Terrängen runt Ejulve är kuperad.  Trakten runt Ejulve är nära nog obefolkad, med mindre än två invånare per kvadratkilometer. Närmaste större samhälle är Alcorisa, 19,3 km nordost om Ejulve. Omgivningarna runt Ejulve är i huvudsak ett öppet busklandskap.